# Utazom.com
Az utazom.com utazási iroda és internetes magazin 2010 decemberében alakult Budapesten. 

## Tevékenysége
Az online utazási iroda kezdetben kalandtúrák szervezésével és értékesítésével foglalkozott, illetve egy saját utazási és életmód-magazin létrehozásával, majd 2011 nyarán egzotikus utazásokkal, városlátogatásokkal és nyaralásokkal egészítette ki a kínálatát.

## Vendegvaro.hu
Az utazom.com felvásárolta a "Vendegvaro.hu"  (Vendégváró.hu) turisztikai portált. A vendegvaro.hu számos cikkére a magyar Wikipédia egyes szócikkeiből van hivatkozás. 
a vendegvaro.hu egykori honlapja (http:///www.vendegvaro.hu) is megszűnt.